# Wülfingita
La wülfingita és un mineral de la classe dels òxids. Anomenada així per K. Schmetzer, G. Schnorrer-Köhler, i O. Medenbach en honor d'Ernst Anton Wülfing, mineralogista i petrògraf, conegut per les seves investigacions sobre les propietats òptiques de minerals i meteorits.
És un dels minerals de zinc més simples. Químicament parlant és l'anàleg de zinc de la spertiniïta (tots dos són ortoròmbics, però estructuralment són diferents). És un polimorf de la sweetita i l'ashoverita.

## Característiques
La wülfingita és un òxid de fórmula química Zn(OH)₂. Cristal·litza en el sistema ortoròmbic. La seva duresa a l'escala de Mohs és 3.
Segons la classificació de Nickel-Strunz, la wülfingita pertany a «04.FA: Hidròxids amb OH, sense H2O; tetraedres que comparetixen vèrtex» juntament amb els següents minerals: ashoverita, behoïta, sweetita i clinobehoïta.

## Formació i jaciments
S'ha descrit en vetes de fluorita en pedreres de roca calcària. Es forma com a rar mineral secundari per alteració d'escòria de zinc. S'ha trobat associat a simonkol·leïta, hidrocerussita, diaboleïta, zincita, hidrozincita, zinc natiu (Richelsdorf,
Alemanya); ashoverita i fluorita (a prop d'Ashover, Anglaterra). S'ha descrit a Alemanya i al Regne Unit.